# Моя перестройка
«Моя перестройка» (англ. My Perestroika) — документальный фильм режиссёра Робин Хессман.

## Сюжет
Хессман в течение пяти лет записывала жизнь нескольких одноклассников. Их взросление пришлось на последние годы советской власти и перестройки. В фильме используются домашние фотоархивы, а также киносъемки, сделанные отцом одного из героев фильма Бориса Меерсона.
«Это удивительно точное погружение в нашу жизнь — без пафоса, но и без цинизма, с сочувствием, острым юмором, но без яда.»
-Андрей Плахов, Коммерсантъ

## В ролях
- Борис Меерсон — преподаватель истории 57-й школы
- Любовь Меерсон — жена Бориса, также преподаватель истории 57-й школы
- Руслан Ступин — бывший гитарист панк-группы «НАИВ», сейчас — играет на банджо в группе «Boozeman (Accoustic Jam)»
- Ольга Дурикова — менеджер по продажам
- Андрей Евграфов — генеральный директор сети магазинов рубашек Café Coton в России

## Съемочная группа
- Режиссёр, сценарист, оператор: Робин Хессман
- Композитор: Лев Журбин
- Монтаж: Алла Ковган, Garret Savage